# Paulo Thiago (Regisseur)
Paulo Thiago [ˈpawlu tʃiˈaɡu], mit vollem Namen Paulo Thiago Ferreira Paes de Oliveira (* 8. Oktober 1945 in Aimorés, Minas Gerais; † 5. Juni 2021 in Rio de Janeiro), war ein brasilianischer Filmregisseur, Drehbuchautor und Filmproduzent.
Mit seinem Spielfilmdebüt Os Senhores da Terra aus dem Jahr 1970 gewann er den Kritikerpreis des Internationalen Filmfestivals in Karlsbad. Sein Film Sagarana, o Duelo stand 1974 bei den Filmfestspielen von Berlin im Wettbewerb um den Goldenen Bären.
Er war Mitbegründer der Associação Brasileira de Cineastas und von 1985 bis 1987 Vorsitzender der Associação Brasileira de Produtores Cinematográficos.

## Filmografie
- 1964: Baixada Fluminense (Kurzfilm)
- 1965: O Homem na Praça (Kurzfilm)
- 1967: Memória e Ódio (Kurzfilm)
- 1968: A Criação Literária de Guimarães Rosa (Kurzfilm)
- 1970: Die Herren der Erde (Os Senhores da Terra)
- 1974: Sagarana, o Duelo
- 1975: Museu do Ouro de Sabará (Kurzfilm)
- 1976:Soledade
- 1978: A Batalha dos Guararapes
- 1984: Águia na Cabeça
- 1989: Jorge, um Brasileiro
- 1993: Vagas para Moças de Fino Trato
- 1998: Policarpo Quaresma: Herói do Brasil
- 2002: Poeta de Sete Faces
- 2003: O Vestido
- 2005: Coisa Mais Linda – História e Casos da Bossa Nova